# Seligenstadt
Seligenstadt – miasto w Niemczech, w kraju związkowym Hesja, w rejencji Darmstadt, w powiecie Offenbach.
30 września 2015 liczyło 20 917 mieszkańców.
W Seligenstadt w 840 zmarł Einhard, fundator tutejszej bazyliki (dawnego kościoła benedyktynów). W 1435 urodził się Hans Memling.